# Masdevallia hymenantha
Masdevallia hymenantha är en orkidéart som beskrevs av Heinrich Gustav Reichenbach. Masdevallia hymenantha ingår i släktet Masdevallia och familjen orkidéer.
Artens utbredningsområde är Peru. Inga underarter finns listade i Catalogue of Life.